# Галатепе
Галатепе (Калатепе, азерб. Qalatəpə) — античный и средневековый город в центральной части Азербайджана, в 4 км к северо-западу от села Салманбейли в Агджабединском районе, в исторической области Утик, приблизительно в 45 км от Барды и в 35 км от городища Орен-Кала (Байлакан), на естественной возвышенности на правом берегу Каркарчая, близ курганной группы Учтепе. Площадь городища более 0,26 квадратных километров (26 гектаров). С северо-востока протекает древний оросительный канал Гявурарх (Гяурарх), с северо-запада — Каркарчай, с двух других сторон городище окружено рвом. Отождествляется с городами Айниана и Йунан. Город существовал с начала III века до н. э. до первой половины XIII века.
Страбон упоминает в области Утик укреплённый город Айниана (Эниана), который построили греки-энианы и в котором сохранились греческие оружие, медные сосуды и могилы. По мнению исследователей Айниана (Эниан) соответствует средневековому городу Йунан (Юнан — дословно: греческий), который упоминается в арабских источниках в середине VIII — первой половине XIII века: аль-Куфи (конец IX — начало X в.), аль-Истахри (первая половина X в.), Ибн Хаукаль (вторая половина X в.), аль-Мукаддаси (вторая половина X в.) и Якут (начало XIII века). Аль-Куфи упоминает Йунан в «Книге завоеваний» («Китаб аль-футух») в описании восстания Мусафира в Байлакане (748—752). Аль-Куфи помещает город между Байлаканом и Бардой. Аль-Истахри в «Книге путей и стран» («Китаб ал-масалик ва-л-мамалик») сообщает, что Йунан находился в 7 фарсахах от Байлакана и в 7 фарсахах от Барды. Ибн Хаукаль повторяет эти сведения. Аль-Мукаддаси в труде «Наилучшее распределение для познания стран» сообщает, что Йунан находится в одном переходе от Байлакана и одном переходе от Барды. Якут в «Алфавитном перечне стран» сообщает, что Йунан находится в 7 фарсахах от Байлакана и 7 фарсахах от Барды. Николай Адонц, Камилла Тревер и Рауф Сейфуллаевич Меликов считают, что город основан албанским племенем ханхани. Область (гавар) Гани (Хани) упоминается в составе Пайтакарана в «Ашхарацуйце» («Армянской географии», VII век). Город пришёл в упадок после ближневосточного похода монголов (1256—1260).
Алескер Алекперов в 1927 году в результате раскопок доказал существование раннеантичного поселения под холмом Галатепе. В 1974 году Фазиль Латиф оглы Османов обнаружил в Галатепе следы гончарной печи и раннесредневековую керамику. В 1979 году Гара Ахмедов предположил, что Галатепе соответствует руинам города Айниана-Йунан.
На городище азербайджанские археологи Галатепинской археологической группы Миль-Карабахской экспедиции под руководством Таваккюля Расуловича Алиева проводят стационарные археологические исследования с 2008 года. Верхний культурный слой относится к IX—XII вв. Нижний культурный слой толщиной 9 метров датируется II веком до н. э. — II веком н. э., на глубине 10 метров — слой эллинистического периода. Найдены остатки средневекового строения XI — начала XIII века, каменные орудия труда и керамика.
С 2008 года производятся стационарные археологические исследования некрополя Галатепе, который расположен в 200 метрах восточнее городища на противоположном берегу Гявурарха. Некрополь вытянут с севера на юг. Площадь около 0,05 квадратных километров (5 гектаров). На участке около 150 квадратных метров найдены 14 кувшинных и 3 грунтовых погребения. Некрополь датируется III век до н. э. — II—III век н. э. В погребениях найдены бронзовые колокольчики. Некрополь обнаружил и зафиксировал в 1895 году преподаватель реального училища немецкого происхождения в Шуша Эмиль Рёслер (Emil Rösler), который в 1891—1909 гг. по заказу Императорской археологической комиссии и Рудольфа Вирхова проводил многочисленные раскопки в Нагорном Карабахе и долине Гянджачая.